# ييغورليكسكايا (روستوف)
ييغورليكسكايا (بالروسية: Егорлыкская) هي مدينة في مقاطعة روستوف أوبلاست في روسيا.
يبلغ عدد سكانها حوالي 17439 نسمة.

## أعلام
- فيدور توكاريف